# Поле Ватерлоо
«Поле Ватерлоо» (англ. The Field of Waterloo) — поэма британского писателя Вальтера Скотта, написанная и опубликованная в 1815 году. Рассказывает о битве при Ватерлоо, считается творческой неудачей автора.

## Сюжет
Поэма начинается с описания поля Ватерлоо, на котором осенью 1815 года возобновляется крестьянская жизнь. После этого автор переходит к июньским событиям, когда на этом самом месте развернулось ожесточённое сражение, определившее судьбы Европы. Основное внимание он уделяет командирам двух армий, Наполеону и Веллингтону.

## Создание и оценки
Летом 1815 года, вскоре после разгрома Наполеона, Скотт совершил путешествие в Бельгию и во Францию, по пути посетив поле битвы при Ватерлоо. Во время поездки он написал поэму, опираясь на свои впечатления и на рассказы участников битвы. Поэма увидела свет в виде отдельного издания 23 октября того же года в Эдинбурге и 2 ноября в Лондоне. В ноябре вышли два дополнительных тиража, позже поэма была включена в авторский сборник «„Видение дона Родерика“, „Поле Ватерлоо“ и другие стихотворения». Весь доход от первого издания Скотт пожертвовал на нужды вдов и сирот погибших в битве.
Первые рецензии на поэму были по большей части негативными. Критики писали о плохом стиле, об отсутствии занимательности, о том, что настоящая поэзия едва ли может быть нарочито патриотичной. В обществе распространились шутки о том, что Вальтер Скотт, подобно Наполеону, потерпел при Ватерлоо своё величайшее поражение. Обрела популярность эпиграмма, которую считали экспромтом, сочинённым лордом Эрскином:

В крови на поле Ватерло

Солдат немало полегло,

Но павший мёртвым — даже тот

Всё ж пал не так, как Вальтер Скотт.
Оригинальный текст (англ.)On Waterloo’s ensanguined plain

Lie tens of thousands of the slain;

But none, by sabre or by shot,

Fell half so flat as Walter Scott.

— Пирсон Х. Вальтер Скотт. М.: Терра-Книжный клуб, 2003. С. 134.
Критическое отношение к «Полю Ватерлоо» сохранилось и в последующую эпоху.